# Система общественного вещания в Нидерландах

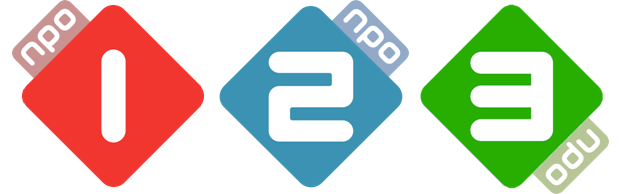
Логотипы трёх нидерландских общественных телеканалов

Система общественного вещания в Нидерландах (нидерл. Nederlandse publieke omroepbestel) — это совокупность организаций, которые вместе предоставляют населению Нидерландов общественную услугу телевидения и радио. Система включает руководящий орган, который называется «Фондом общественного вещания Нидерландов» (stichting Nederlandse Publieke Omroep, сокращённо NPO) и множество общественных телерадиовещательных организаций (вещателей).

## Структура (с 2009 г.)
Система нидерландского общественного телевидения состоит из руководящего органа («Фонда общественного вещания Нидерландов», нидерл. Nederlandse Publieke Omroep, сокр. NPO) и общественных телерадиовещательных организаций (вещателей). Все вещатели являются общественными организациями с фиксированным членством. Исключением является NOS являющийся общественным учреждением. Все вещатели вместе делегируют членов в Совет директоров NPO.
Вещатели — это разнородные организации, которые создают контент, который будут транслироваться. Некоторые из них были специально созданы для производства определённых жанров передач, некоторые являются объединениями людей по политическому, религиозному или другим признакам. Все телеканалы и радиостанции являются совместными продуктами всех вещателей деятельность которых координируется NPO, которое в свою очередь не имеет тематических редакций, кроме дирекции программ, производство и выпуск программ осуществляют редакции вещателей, кинопоказ, выпуск анонсов и рекламных блоков осуществляют осуществляют также вещатели по очереди. 
Закон о средствах массовой информации 2008 года регламентирует требования к вещателям и определяет принцип, по которому эфирное время делится между ними и разными жанрами программ. (Закон устанавливает чёткую долю в процентах эфирного времени между программами разных жанров, а вещательные организации по нему имеют разный вес исходя из количества членов в каждой.) Таким образом закон гарантирует, что мнения и интересы разных групп населения будут учтены.
Руководство же всем процессом общественного вещания, как уже было сказано ранее, осуществляет Фонд.
На июль 2014 года в систему общественного вещания входят 13 вещательных организаций:
- AVROTROS (Algemene Vereniging Radio Omroep - Televisie & Radio Omroep Stichting, «Всеобщая ассоциация радиовещания - Корпорация телевидения и радиовещания»)
- BNN-VARA (Bart's Neverending Network - Vereeniging van Arbeiders Radio Amateurs - «Бесконечная сеть Барта - Объединение рабочих-друзей радио»)
- EO (Evangelische Omroep - «Евангелическое радио»)
- Human (Humanistische Omroep Stichting - «Гумманистическая радиовещательная корпорация»)
- KRO-NCRV (Katholieke Radio Omroep - Nederlandse Christelijke Radio Vereniging - «Католическое радио - Ассоциация нидерландского христианского радио»)
- Omroep MAX
- NOS (Nederlandse Omroep Stichting - «Нидерландская радиовещательная корпорация»)
- NTR (от первых букв названий объединившихся ассоциаций «Нидерландская программная корпорация» (Nederlandse Programma Stichting), «Телевизионная академия» (Teleac) и «Народный радиоуниверситет» (Radio Volksuniversiteit))
- PowNed (Publieke Omroep Weldenkend Nederland En Dergelijke)
- VPRO (Vrijzinnig Protestantse Radio Omroep - «Свободномыслящее протестантское вещание»)
- Ster (Stichting Ether Reclame - «Корпорация эфирной рекламы»)
- WNL

В 2016 году планируется эти 13 организаций объединить в 8, а позже в 6
Существует также несколько региональных общественных вещателей:
- Omrop Fryslân (Фрисландия)
- RTV Noord (Грониген)
  - TV Noord
  - Radio Noord
- RTV Drenthe (Дренте)
- RTV Oost (Оверэйсел)
- Omroep Gelderland (Гелдерланд)
  - Radio Gelderland
  - TV Gelderland
- RTV Utrecht (Утрехт)
- Omroep Flevoland (Флеволанд)
  - Radio Flevoland
  - TV Flevoland
- RTV Noord-Holland (Северная Голландия)
- Omroep West (Южная Голландия)
  - Radio West
  - TV West
- Omroep Zeeland (Зеландия)
- Omroep Brabant (Брабант)
- L1 (Лимбург)

## История

### HDO (1923 - 1927)
21 июня 1923 года Нидерландская радиофабрика (Nederlandsche Seintoestellen Fabriek, NSF), запустила на длинных волнах первый в Нидерландах радиоканал HDO (Hilversumsche Draadlooze Omroep - "Хильверсумское беспроводное радио") (позднее перешёл AVRO). 15 ноября 1924 года было основано Нидерландское христианское радиообъединение (Nederlandse Christelijke Radio Vereniging, NCRV), 23 апреля 1925 года Католическое радиовещание (Katholieke Radio Omroep, KRO), 1 ноября 1925 года Объединение рабочих радиовещателей (Vereniging Arbeiders Radio Amateurs, VARA), 29 мая 1926 года Свободомыслящее протестантское радиовещание (Vrijzinnig Protestantse Radio Omroep, VPRO). 

### AVRO (1927 - 1946)
28 декабря 1927 году KPO, NCRV, VARA и VRPO объединились во Всеобщее объединение радиовещания (Algemene Vereniging Radio Omroep, AVRO). В том же году KPO и NCRV на длинных волнах запустили NDO (Nederlandse draadlooze omroep - "Нидерландское беспроводное радио"). В 1941 году в период немецкой оккупации Нидерландов оккупационные власти Рейхскомиссариата Нидерланды через передатчик HDO запустила радиостанцию Rijks Radioomroep ("Национальное радиовещание") (позднее - Nederlandsche Omroep ("Нидерландское радиовещание")), в противовес ей Сопротивление под крышей PTT в 1940 году RN запустила на коротких волнах радиостанцию Radio Vrij Nederland, однако после начала оккупации Франции Германией в том же году Radio Vrij Nederland ("Радио Свобода Нидерланды") прекратила вещание, вместо неё уже под крышей BBC возникла радиостанция Radio Oranje, а в 1944 году после освобождения Нидерландов Сопротивление уже на территории Нидерландов запустило радиостанцию Radio Herrijzend Nederland ("Радио Сражающиеся Нидерланды"), в 1946 году реорганизованное в RNIO (Stichting Radio Nederland in den Overgangstijd - "Временный Фонд Радио Нидерландов").

### NRU (1947 - 1969)
В 1947 г. был создан RNIO был реорганизован в Нидерландский радиосоюз (Nederlandse Radio Unie, NRU), запустивший два внутринациональных радиоканала — «Hilversum 1» и «Hilversum 2», международный радиоканал — Радио Нидерланды Мировое радиовещание (Radio Nederland Wereldomroep) и вошедший в OIRT. В 1950 году NRU вышел из OIRT и совместно с членами IBU и другими радиокомпаниями, вышедшими из OIRT, стала учредителем EBU. 31 мая 1951 года был создан Фонд нидерландского телевидения (Nederlandse Televisie Stichting, NTS) и 2 октября он запустил одноимённый канал. В 1964 г. NTS запустил свой второй телеканал — «Нидерланды 2» (Nederland 2), а канал «NTS» стал называться «Нидерланды 1» (Nederland 1). 11 октября 1965 г. NRU запустил свой третий радиоканал — «Hilversum 3». В 1967 году вещание Нидерланды 1 и Нидерланды 2 было переведено в стандарт PAL.

### NOS. Период монополии (1969 - 1989)
29 мая 1969 г. NRU и NTS были объединены в Нидерландскую радиовещательную корпорацию (Nederlandse Omroep Stichting, NOS). В 1975 г. NOS запустил четвёртый радиоканал — «Hilversum 4», в 1983 г. пятый радиоканал — «Hilversum 5». 1 декабря 1985 г. «Hilversum 1» был переименован в «Радио 2», Hilversum 2 в «Радио 1», «Hilversum 3» в «Радио 3», «Hilversum 4» в «Радио 4», «Hilversum 5» в «Радио 5». 4 апреля 1988 г. NOS запустил третий телеканал — «Нидерланды 3» (Nederland 3).

### NOS. После отмена монополии (1989 - 2008)
2 октября 1989 г. общественное телерадиовещание лишилось монополии на телерадиовещание, был запущен первый частный телеканал RTL 4. 1 января 2000 г. был отменён налог на радиоприёмники и телевизоры, NOS стал финансироваться за счёт ассигнований государственных органов и рекламы.  3 августа 2002 года NOS запустил спутниковый радиоканал — «FunX», а 4 сентября 2006 г. NOS запустил спутниковый радиоканал — «Радио 6», 11 декабря 2006 года прекратили вещание аналоговые дубли всех телеканалов NOS. Одновременно количество вещательных организаций увеличилось, были основаны Гуманистическая радиовещательная корпорация в 1989 году, «БНН» (в 1998 году), «Радио МАКС» (Omroep MAX) в 2002 году, «Вей Недерланд» (Wij Nederland) и «ПовНед» (PowNed) в 2009 году.

### NPO (c 2008)
В 2008 г. функции головного вещателя перешли к созданному в том же году Фонду нидерландского общественного радиовещания (Nederlandse Publieke Omroep, сокр. NPO), а NOS стал одним из производителей программ. 4 июля 2009 году через кабельное и спутниковое были запущены дубли каналов Nederland 1, Nederland 2, Nederland 3 в стандарте разложения 1080i (тестовое вещание NPO 1 в 1080i было запущено 1 июня 2008 года). В 2014 г. Нидерланды 1 были переименованы в NPO 1, Нидерланды 2 в NPO 2, Нидерланды 3 в NPO 3, Радио 1 в NPO Радио 1, Радио 2 в NPO Радио 2, Радио 3 в NPO 3FM, Радио 4 в NPO Радио 4, Радио 5 в NPO Радио 5, Радио 6 в NPO Радио 6. 1 августа 2014 года «Международное радио Нидерландов» прекратило вещание на коротких волнах, а количество вещательных организаций сократилось - в 2011 году Нидерландская программная корпорация (основана в 1995 году), «Телевизионная академия» (основана в 1996 году путём объединения первой Телевизионной академии и Нидерландского учебного телевидения) и «Народный радиоуниверситет» (основан в 1930 году) объединились в ассоиацицию «НТР» (NTR), в 2014 году AVRO и TROS объединились в AVROTROS, BNN и VARA в BNNVARA, KRO и NCRV в KRO-NCRV 1 января 2016 года NPO Radio 6 была переименована в NPO Soul & Jazz. 

## Телеканалы и радиостанции

### Общенациональные телеканалы общей тематики
- NPO 1
  - NOS Journaal - информационная программа
- NPO 2
- NPO 3

Вещают во всех районах Нидерландов через эфирное (цифровое (DVB-T) на ДМВ, ранее - аналоговое (PAL) на МВ и ДМВ), кабельное, спутниковое телевидение и IPTV, на первых трёх каналах, а также через Интернет.

### Международные телеканалы
- BVN — международный спутниковый нидерландоязычный канал

Доступен во всём мире через спутниковое телевидение.

### Тематические общенациональные телеканалы
- NPO 101 - молодёжный
- NPO Best - программы прошлого
- NPO Cultura - культура
- NPO Nieuws - информационный
- NPO Politiek - парламентский
- NPO Zapp Xtra - детский

Вещают во всех районах Нидерландов через кабельное, спутниковое телевидение и IPTV, на второстепенных каналах, а также через Интернет.

### Общенациональные радиостанции общей тематики
- NPO Radio 1 - общая
  - NOS Journaal - информационная программа
- NPO Radio 2 - развлекательная
  - NOS Journaal - информационная программа
- NPO 3FM - молодёжная
- NPO Radio 4 - культура
  - NOS Journaal - информационная программа
- FunX - региональная

Доступны во всех районах Нидерландов через эфирное радиовещание (цифровое (DAB) на МВ и аналоговое на УКВ (УКВ CCIR), NPO Radio 5 (ещё более ранее - NPO Radio 1 и NPO Radio 2) также на СВ), эфирное (цифровое (DVB-T) на ДМВ), кабельное, спутниковое телевидение, IPTV, а также через Интернет.

### Международные радиостанции
- Radio Nederland Wereldomroep - сеть международных радиоблоков на:
  - африкаансе
  - арабском
  - португальском (в направлении Бразилии) и
  - французском языках

Доступна во всём мире через спутниковое телевидение и Интернет, ранее — через эфирное радиовещание (аналоговое на КВ).

### Тематические общенациональные радиостанции
- NPO Radio 5
  - NOS Journaal - информационная программа
- NPO SterrenNL
- NPO Soul & Jazz
- NPO 3FM Alternative
- NPO 3FM KX Radio
- NPO FunX Slow Jamz
- NPO FunX Dance
- NPO FunX Amsterdam
- NPO FunX Den Haag
- NPO FunX Rotterdam
- NPO FunX Utrecht
- NPO Radio 4 Concerten

Доступны во всех районах Нидерландов через эфирное радиовещание (цифровое (DAB) на МВ), а также через Интернет.

## Управление и финансирование
Каждый из вещательных организаций является ассоциаций за исключением Нидерландской радиовещательной корпорации и Корпорации нидерландского общественного радиовещания, которые являются независимыми административными органами. Большинство вещателей управляется советами объединения (Verenigingsraad) (также - совет членов (Ledenraad), всеобщее собрание членов (Algemene Ledenvergadering)), избираемые обычно региональными комиссиями (Regionale Commissies), которые в свою очередь избираются членами вещательной организации, исполнительные органы вещательных организаций - наблюдательные советы (Raad van Toezicht) и правления (Bestuur). Нидерландская радиовещательная корпорация возглавляется Административным советом (raad van bestuur), избираемый Административным советом Корпорации нидерландского общественного радиовещания. Финансируется государством.